# Galeopsis pubescens

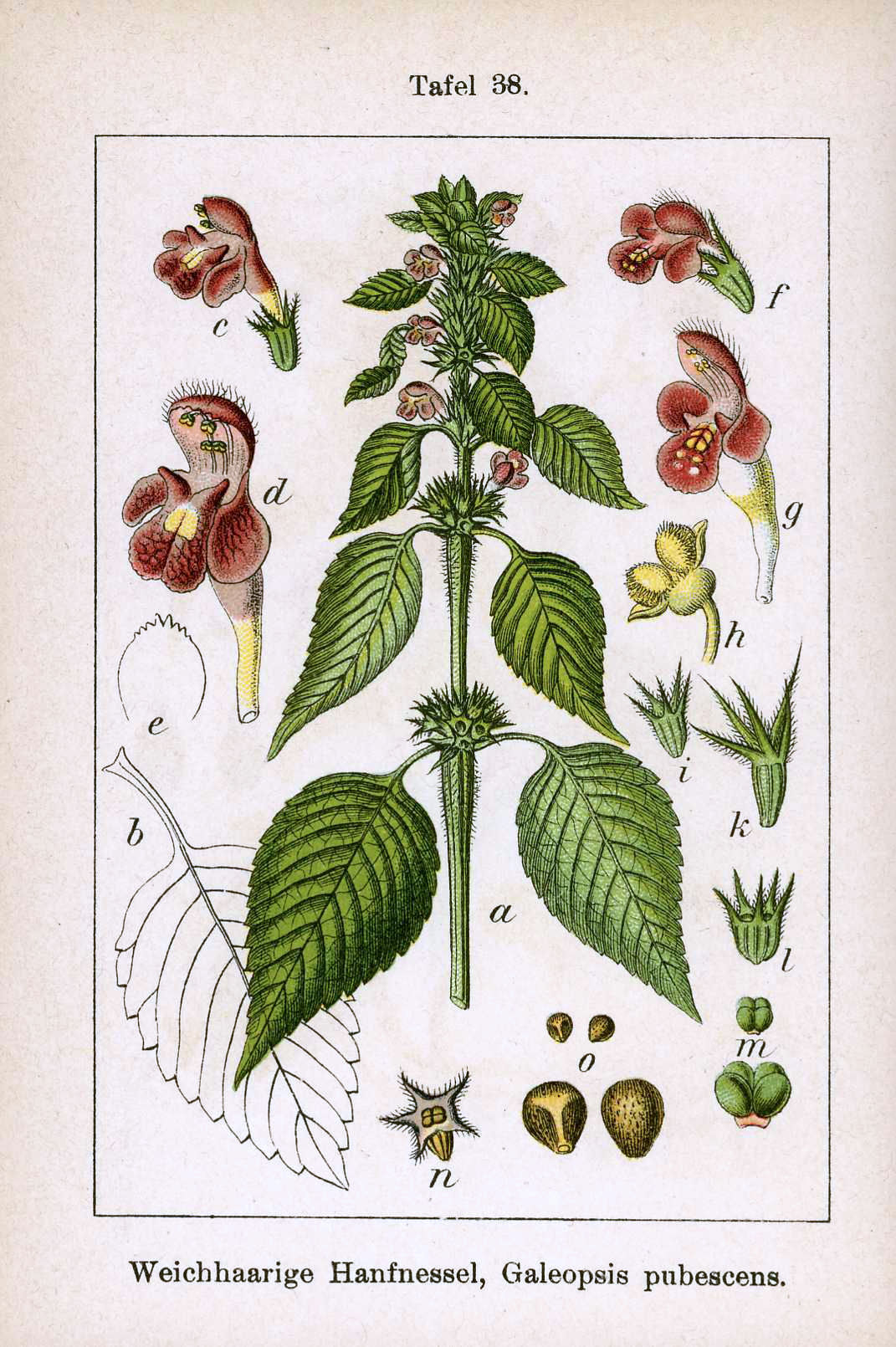
Ilustração.

Galeopsis pubescens é uma espécie de plantas com flor da família das  Lamiaceae (lamiáceas). O Catalogue of Life não lista qualquer subespécie. A espécie foi descrita pelo botânico Wilibald Swibert Joseph Gottlieb von Besser.

## Descrição
São plantas anuais com até 50 cm de altura, com folhas ovadas, pontiagudas, com as margens dentadas.
Difere de Galeopsis tetrahit, considerada como um híbrido natural entre esta espécie e Galeopsis speciosa, por apresentar densos tricomas nos quatro lados do caule. Flores vermelhas ou rosáceas brilhantes, normalmente com manchas amarelas de 2-2,5 cm, com amplo lóbulo central arredondado no lábio inferior.
Floresce no verão.
A espécie tem como habitats preferenciais os bosques e sebes, junto a caminhos.
Tem distribuição natural no centro, leste e sueste da Europa e na Rússia europeia. Encontra-se naturalizada em algumas regiões da Europa Ocidental, nomeadamente na Bélgica e Holanda.
A espécie Galeopsis pubescens foi descrita por Willibald von Besser e publicada em Prim. Fl. Galiciae Austriac. 2: 27 1809. A etimologia do nome genérico Galeopsis, que foi criado por Linnaeus em 1753, deriva da forma semelhante a um "casco" apresentada pelo lábio superior da corola. O termo pode derivar do grego clássico: galè = "doninha" e opsis = "aparência", talvez devido à flor se assemelhar vagamente a uma doninha.
O epíteto específico pubescens deriva do latim e significa "peluda".
A espécie apresenta uma variada sinonímia que inclui, entre outros, os seguintes binomes:
- Galeopsis tetrahit var. pubescens  (Besser) Benth. in A.P.de Candolle, Prodr. 12: 497 (1848).
- Galeopsis walteriana Schltdl., Fl. Berol. 1: 320 (1823).
- Galeopsis versicolor Spenn., Fl. Friburg. 2: 394 (1826), nom. illeg.
- Galeopsis variegata Wender., Fl. Hassiaca: 195 (1846).
- Galeopsis ladanum var. grandiflora Rigo, Pl. Ital. Bor.: ? (1878).
- Galeopsis murriana Borbás & Wettst. ex Murr, Oesterr. Bot. Z. 38: 238 (1888).
- Galeopsis subspeciosa Borbás, Term. Füz. 17: 65 (1894).[10]

## Galeria

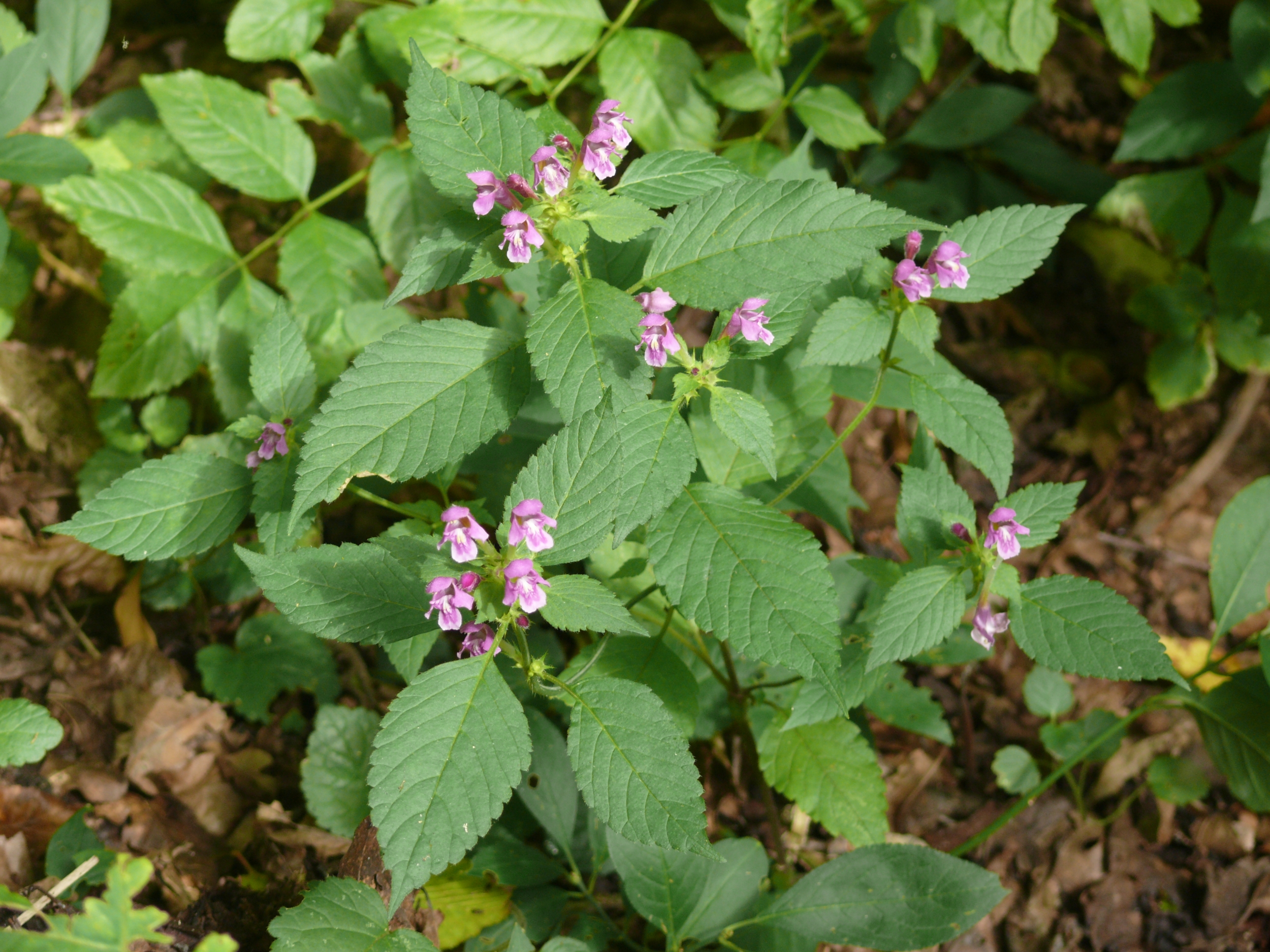
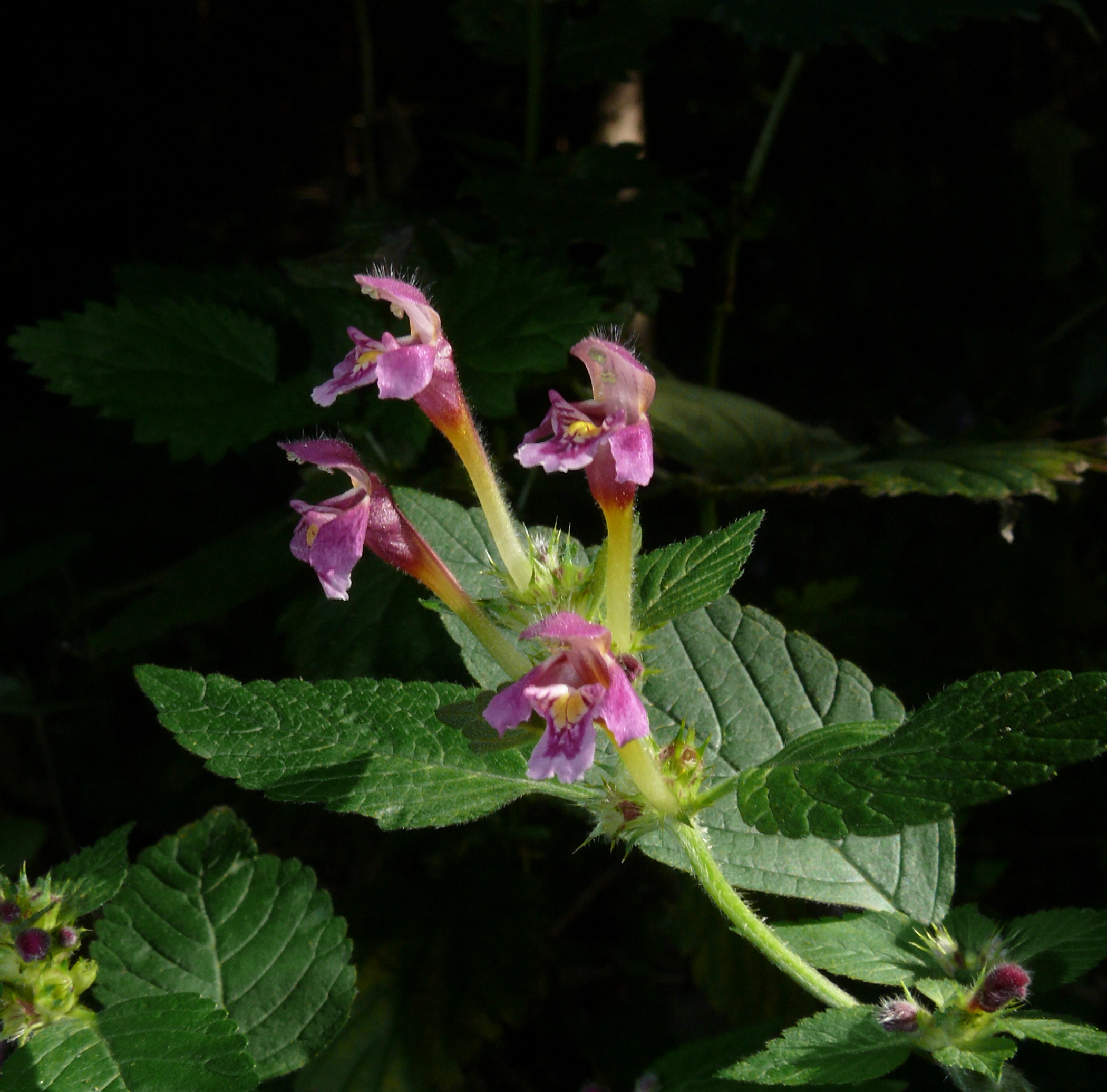
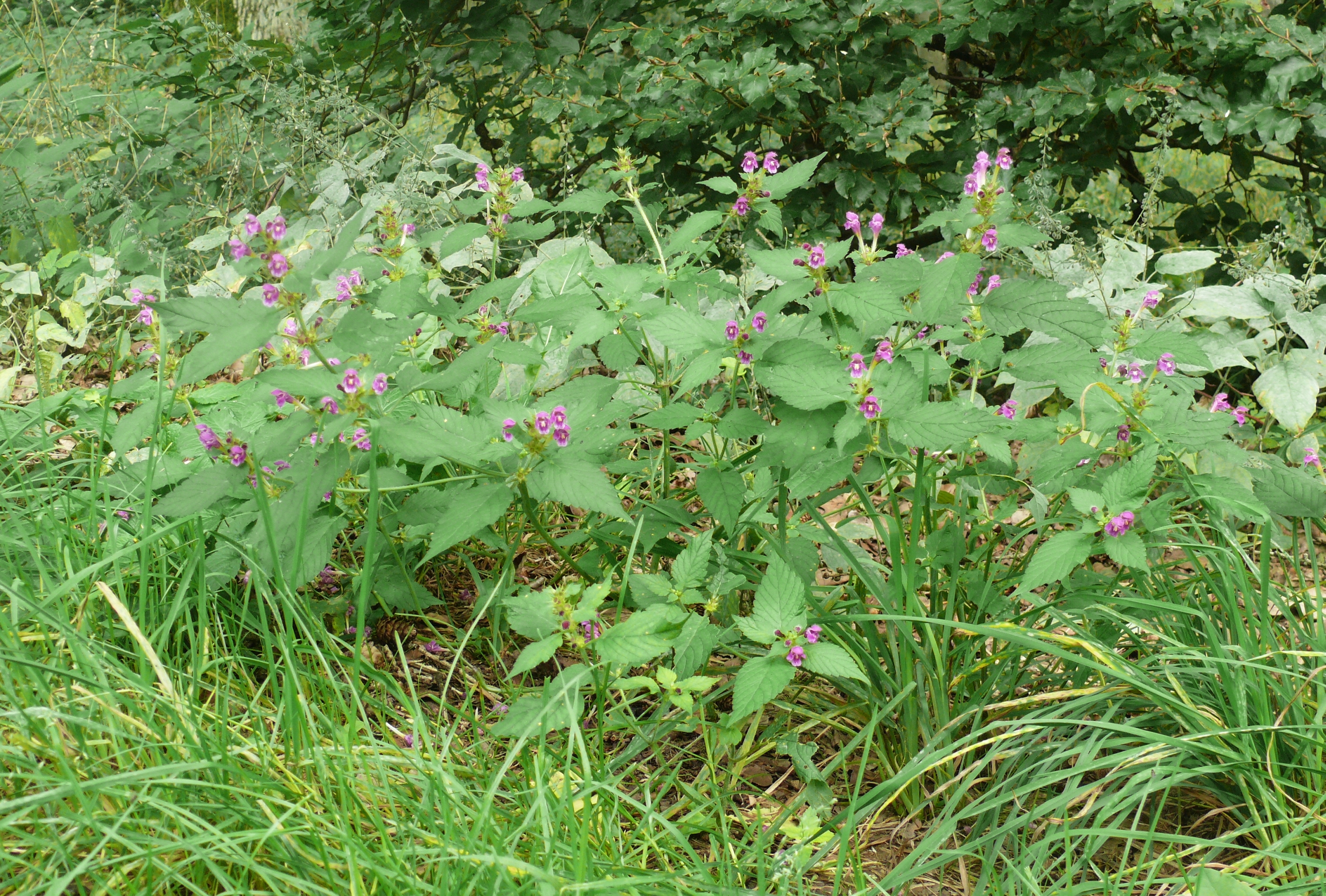
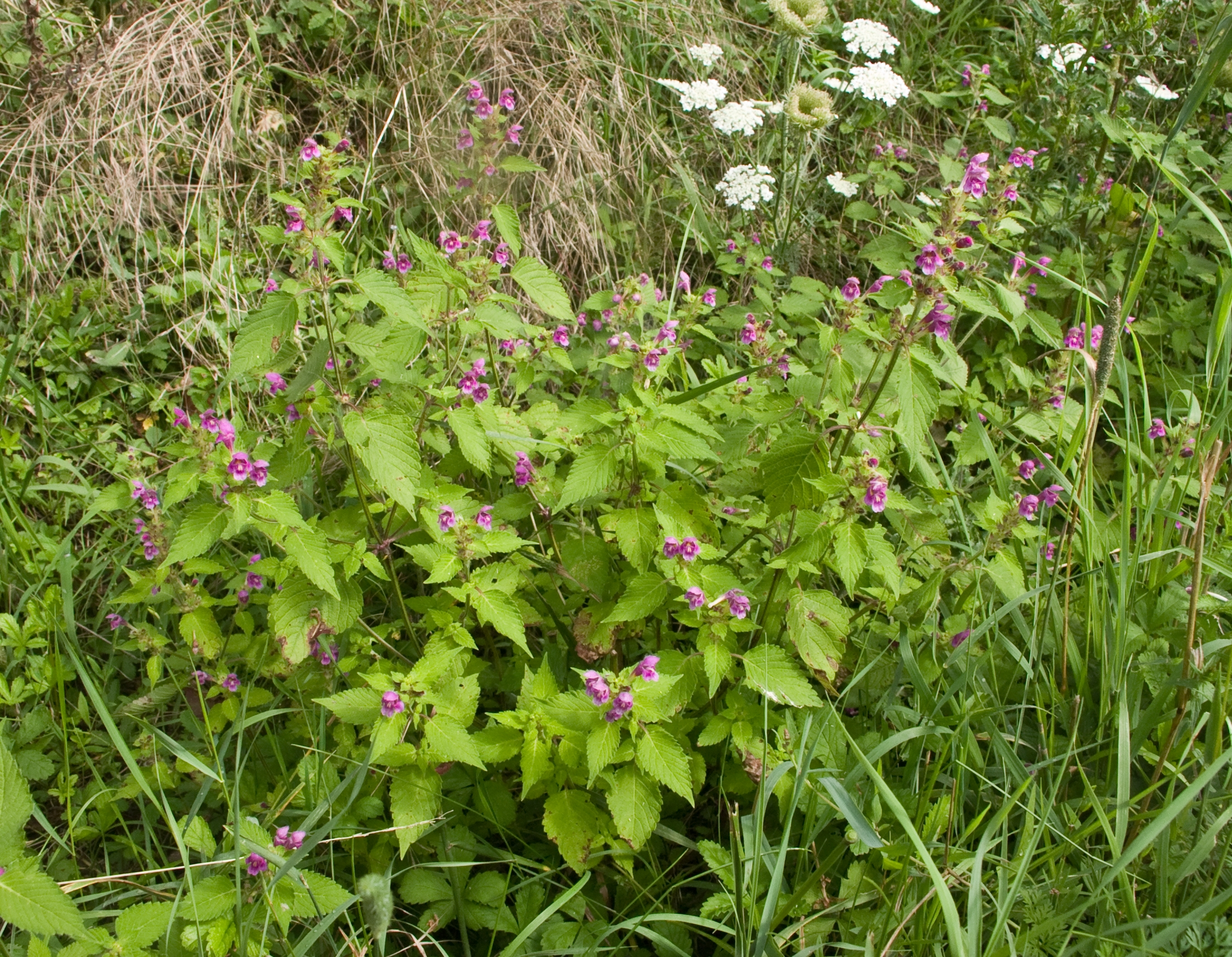
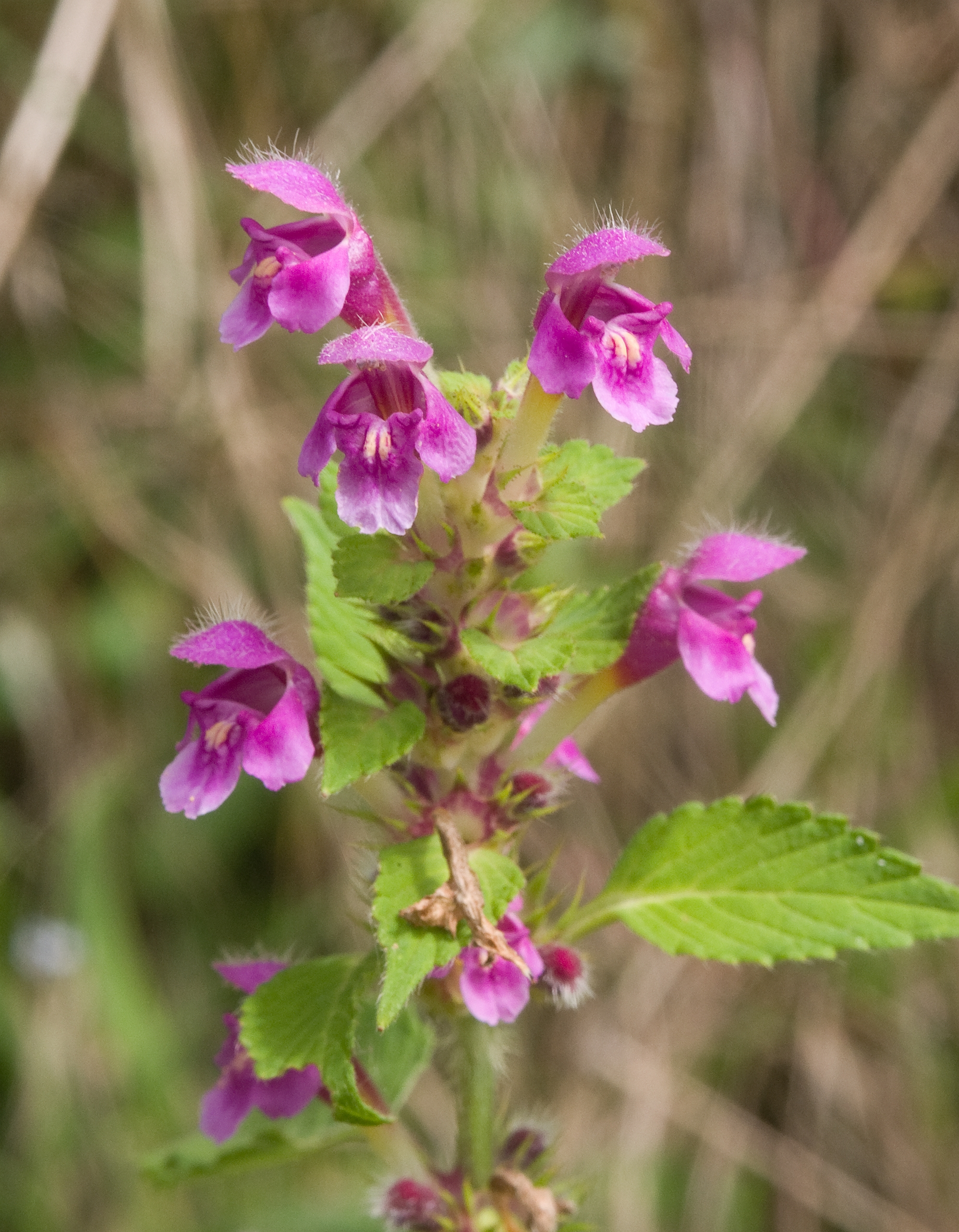